# Musée de la Poupée et du Jouet Ancien de Wambrechies
Pour les articles homonymes, voir Musée du jouet.
Le Musée de la Poupée et du Jouet Ancien est situé à Wambrechies.

## Historique
Le Musée de la Poupée et du Jouet Ancien de Wambrechies, hébergé dans le château de Robersart à Wambrechies, est inauguré en mars 1998. L'association Les Amis du Jouet Ancien de Lille a été créée en 1991 par Brigitte et Franck Astruc. Le musée fait partie depuis 1998 du pôle touristique de Wambrechies.

## Muséographie
Le Musée de la Poupée et du Jouet Ancien de Wambrechies permet de découvrir une incroyable collection de jouets du milieu du XIXe siècle jusqu'aux années 1960 : premières Barbies, poupées Bleuettes, voitures Citroën, trains électriques, soldats de plomb...
La mise en scène tient une place primordiale : les jouets et poupées sont représentés sur fond de cartes postales évoquant l’histoire locale et nationale.

## Collections
- Poupées Bleuettes, Barbies
- Soldats de plomb
- Trains électriques
- Voitures Citroën

## Activités du musée
Le musée organise chaque année le dernier week-end de septembre la bourse internationale Eurotoy qui rassemble les amateurs, les passionnés, les collectionneurs et professionnels de jouets anciens. Il propose également de nombreuses expositions temporaires.